# Dryoscopus senegalensis
La cubla senegalesa (Dryoscopus senegalensis) es una especie de ave paseriforme de la familia Malaconotidae.

## Distribución y hábitat
Se lo encuentra en Angola, Camerún, República Centroafricana, República del Congo, República Democrática del Congo, Guinea Ecuatorial, Gabón, Nigeria, Ruanda, Sudán del Sur y Uganda.
Su hábitat natural son los bosques bajos húmedos subtropicales o tropicales.